# Torre de Velasco (Lodosa)
La Torre de Velasco, también conocida como Torre de Rada, Torre de Sartaguda o Casa de la Torre de Lodosa, es una torre militar  cerca del pueblo de Lodosa, en Navarra (España).

## Características
Está localizado en un lugar estratégico sobre una
elevación que permite dominar un gran tramo del curso del río Ebro entre Lodosa y Sartaguda. 
Se trata de una torre amplia, sobria, que originalmente poseía un foso y muralla exterior (ahora desaparecidos), con 3 alturas, de planta cuadrada que se remata con matacanes de peto liso con aspilleras sobre modillones triples y con un paseo de ronda perimetral en cubierta, construida en mampostería.

## Historia[2]
Fue construida en 1487 por orden de Sancho Fernández de Velasco, noble castellano, VI señor de Arnedo, cuyas tierras incluían la Dehesa de Sartaguda. Existen indicios que sugieren la existencia de alguna construcción de carácter defensivo anterior en la misma ubicación. 
Pasó a ser propiedad de los condes de Nieva de La Rioja, quienes obtuvieron licencia del obispado de Pamplona en 1570 para construir un oratorio, de planta rectangular y con tres contrafuertes. 
A partir de 1630, la torre pasó a manos de los marqueses de Auñón, y a partir del siglo XVIII de los  condes de Altamira. Entonces era ocupada por alcaides y guardas, y no por los titulares de la torre.
En 1768 se cedió a los vecinos de Lodosa la torre y los terrenos colindantes, y posteriormente fue vendida al Sindicato Agrario en 1856 por 80.000 reales de vellón, siendo su uso de carácter agrícola desde hace tiempo. Desde entonces la fortaleza ha sido propiedad privada, y aunque su función en los últimos dos siglos ha sido la de albergar a los guardas de las tierras.
Hasta la década de 1970 la torre estuvo habitada. Los últimos habitantes, documentados desde 1947, fueron una familia que
se apellidaba Rada y que dio probablemente origen a nombrar aquella “Casa de la Torre” (como se la conocía) como “Torre de Rada”. 
La torre pasó a ser propiedad del Ayuntamiento de Lodosa en 2019, el cual ha realizado obras de restauración con un presupuesto de 983.231 euros y que posteriormente rebautizó como “Torre de Velasco”.